# Praia de Mira
Praia de Mira es una freguesia portuguesa del concelho de Mira, con 39,82 km² de superficie y 2985 habitantes (2001). Su densidad de población es de 75,0 hab/km².

## Galería

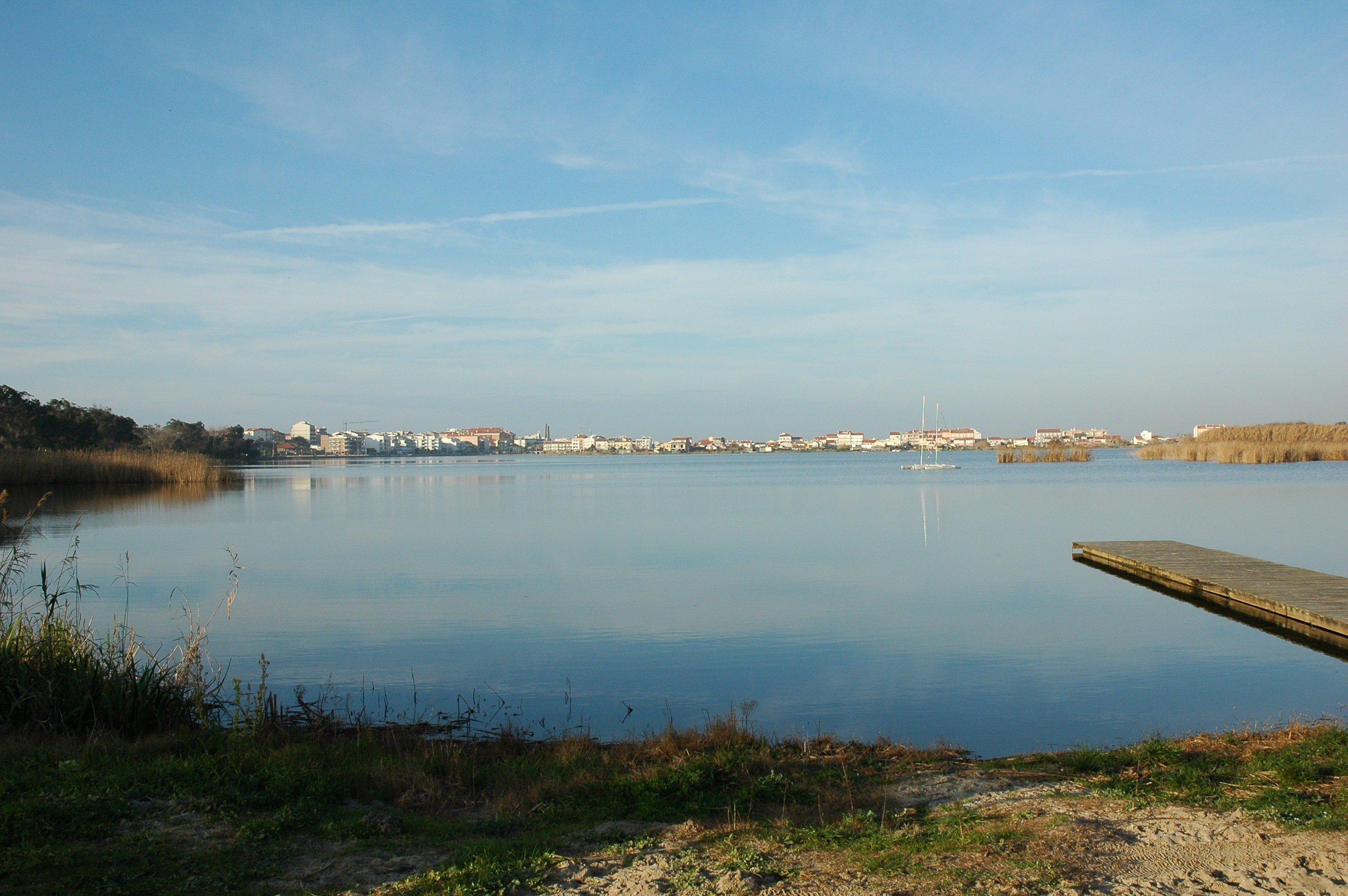
Praia de Mira, Mira, Portugal
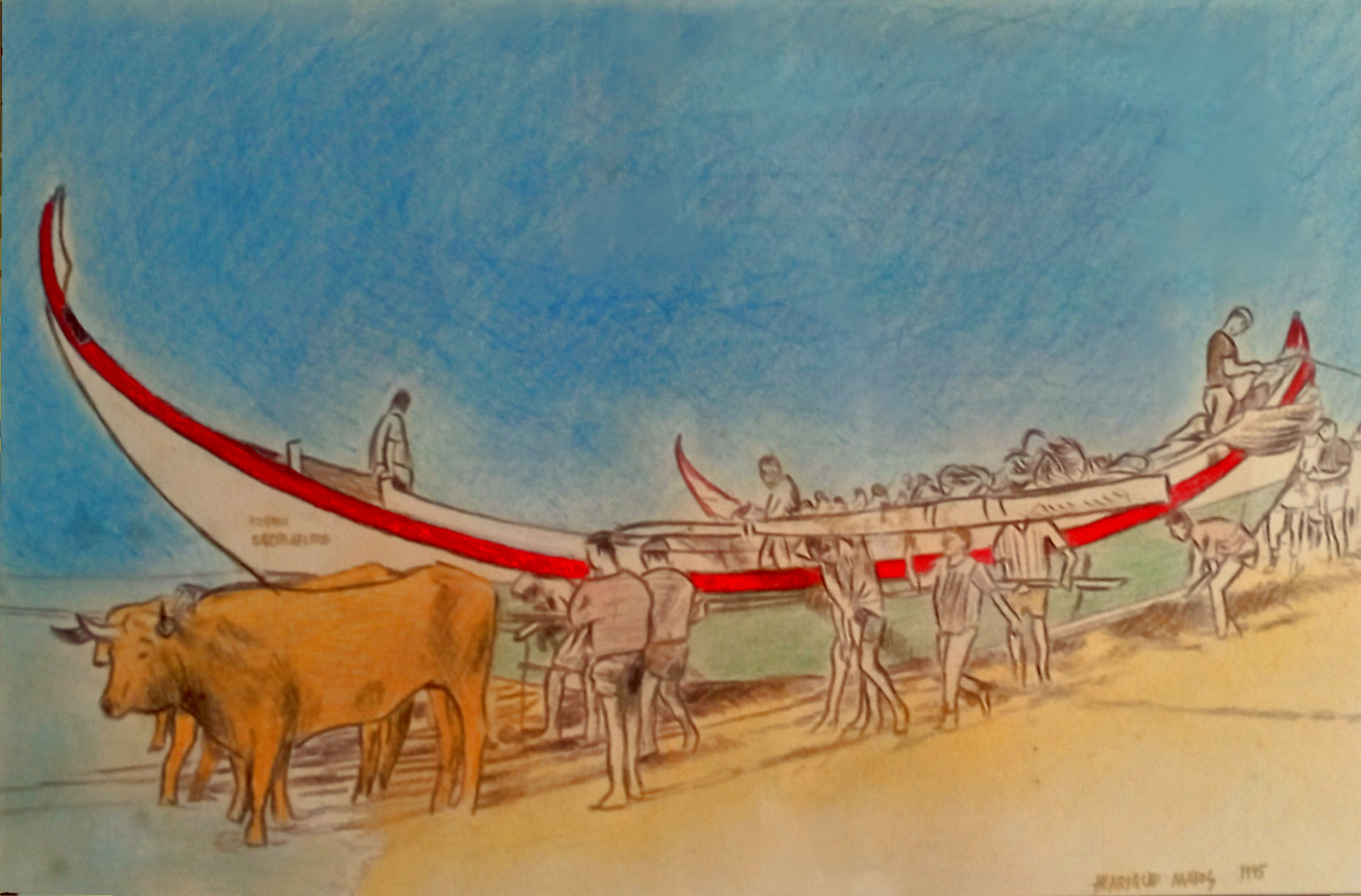
Praia de Mira